# Dnepróvskaya
Dnepróvskaya (del ruso: Днепро́вская) es una stanitsa del raión de Timashovsk del Krai de Krasnodar, en el sur de Rusia, situada a orillas de un afluente por la izquierda del río Kirpili, 11 km al oeste de Timashovsk y 66 km al norte de Krasnodar, la capital del krai. Tenía 3165 habitantes en 2010.
Es cabeza del municipio Dnepróvskoye, al que pertenecen asimismo Dmítrova, Kalinina, Karla Marksa, Krupskoi, Lenina, Oljovski.

## Demografía
| 2002  | 2010  |
| ----- | ----- |
| 3 195 | 3 165 |

### Composición étnica
De los 3195 habitantes que había en 2002, el 91.5 % era de etnia rusa, el 2.3 % era de etnia ucraniana, el 2.2 % era de etnia armenia, el 0.9 % era de etnia bielorrusa, el 0.8 % era de etnia azerí, el 0.6 % era de etnia alemana, el 0.3 % era de etnia tártara, el 0.2 % era de etnia gitana, el 0.1 % era de etnia georgiana, el 0.1 % era de etnia adigué y el 0.1 % era de etnia griega

## Lugares de interés
En la localidad se halla la tumba de Epistiniya Stepánova, madre de nueve hijos que murieron en el Ejército Rojo, receptora de la Orden de la Guerra Patria.